# Acontiophorus ornatus
Acontiophorus ornatus is een eenoogkreeftjessoort uit de familie van de Asterocheridae. De wetenschappelijke naam van de soort is voor het eerst geldig gepubliceerd in 1875 door Brady & Robertson D..